# Grob G 102 Astir

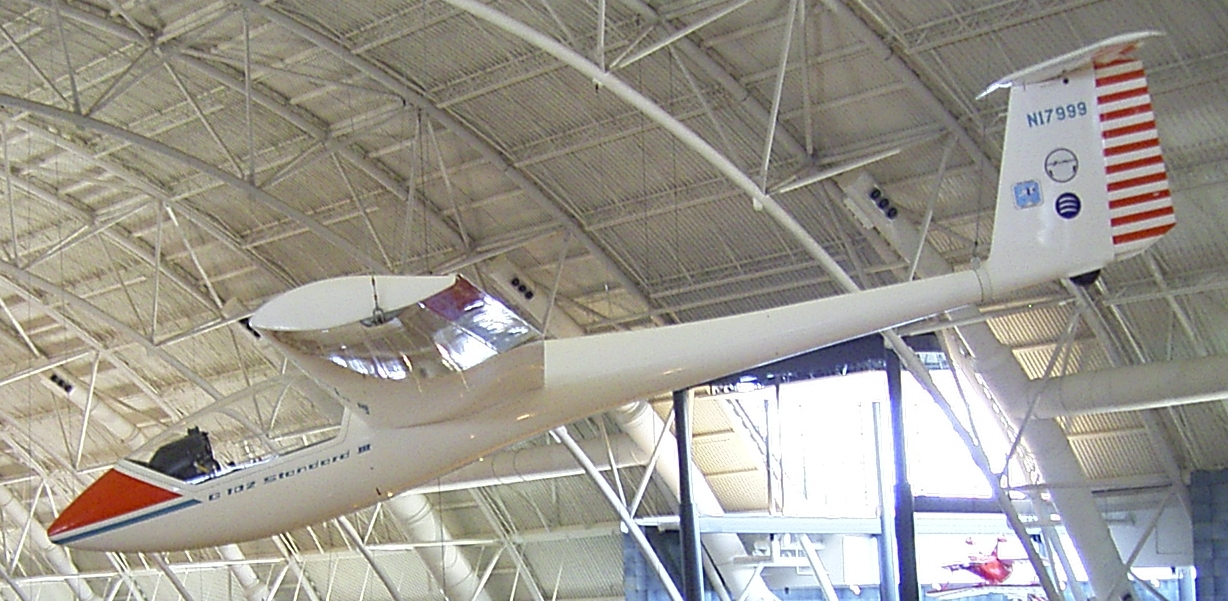
Grob G 102 Astir III N17999, do Museu Nacional do Ar e do Espaço

O G 102 Astir é um planador de fibra de vidro projetado por Burkhart Grob e construído pela Grob Aircraft. Foi o primeiro planador projetado por Grob, com seu primeiro voo ocorrendo em dezembro de 1974. Grob já avia produzido o planador Schempp-Hirth Standard Cirrus sob licença.

## Projeto e desenvolvimento

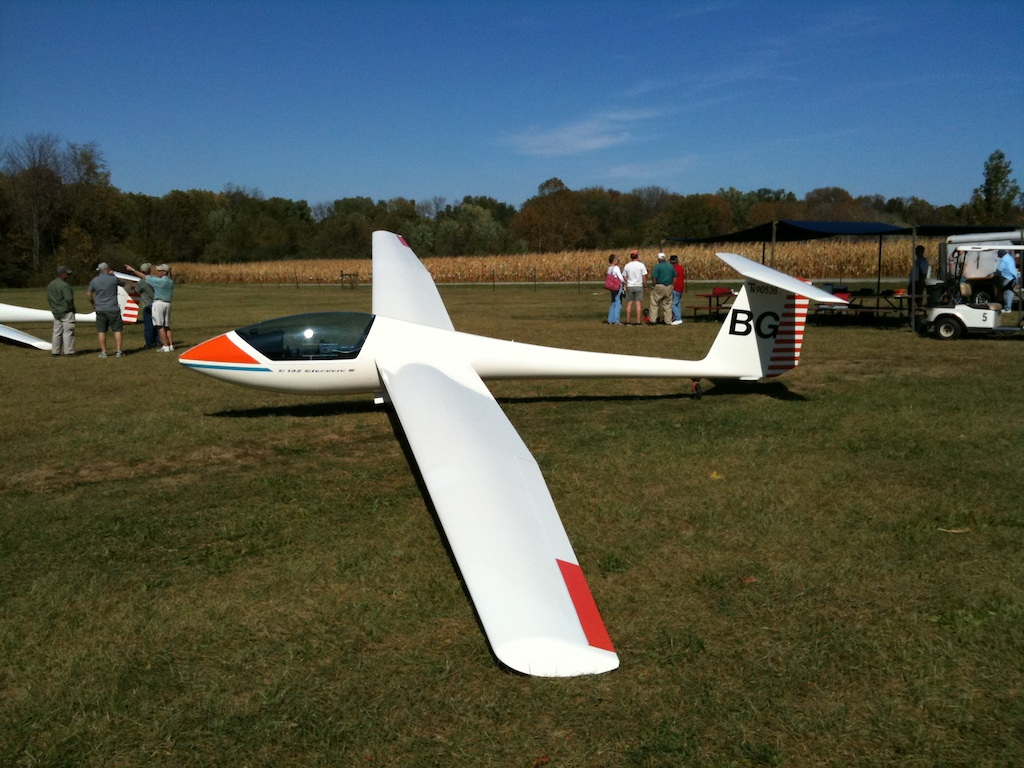
G102 Standard Astir III

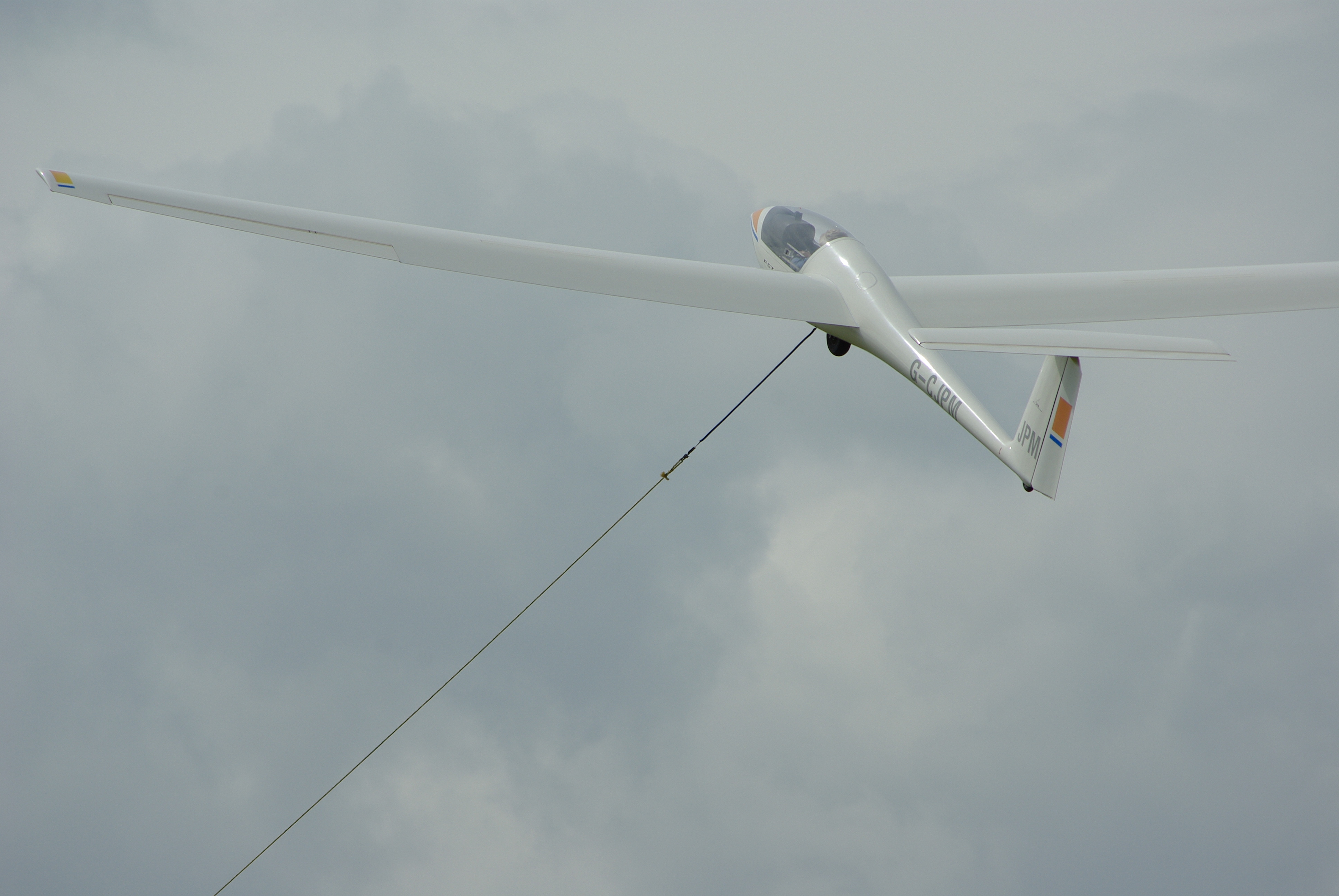
Astir CS Jeans em lançamento

O Astir CS [Club Class] possui construção composta (fibra de vidro/resina), possui uma grande área de asa, cauda em T e tanques de lastro em sua asa. A grande área de asa fornece boas características de manobrabilidade em baixa velocidade, sendo entretanto inferior em alta velocidade se comparado a outros planadores da mesma classe. Nas versões iniciais, partes da estrutura da fuselagem foram construídas em madeira, sendo posteriormente substituído por uma liga leve que por vezes rachava após pousos duros.
Uma versão um pouco melhorada, denominada CS 77, foi introduzida em 1977. Possuía um perfil do leme diferenciado e uma fuselagem mais fina, similar ao do Speed Astir. As versões Standard II e Standard III seguiram no início da década de 1980, revertendo à fuselagem anterior com um peso vazio ainda menor e maior capacidade de carga paga.
O Astir CS Jeans era similar ao CS 77, mas com um trem de pouso principal fixo e um tailskid. As versões posteriores foram o Club II e o Club III que também trouxeram o trem de pouso fixo, com o Club III sendo equipado com uma bequilha. 
A quantidade produzida de cada versão foi: 536 CS, 244 CS77, 248 CS Jeans, 61 Club/Standard Astir II e 152 Club/Standard Astir III.
Uma versão equipada com flap denominada G104 Speed Astir também foi produzida.
A última versão da linha Astir foi o G102 Standard Astir III, como um desenvolvimento do original G-102.
Um Astir (agora no Centro Steven F. Udvar-Hazy), voado por Robert Harris, bateu o recorde mundial de altitude de 49.009 ft (14.938 m) no dia 17 de fevereiro de 1986. Este recorde foi mantido até 2006.

## Variantes
Astir CS
Versão original de produção do Astir, produzido até 1977 (CS = Club Standard)
Astir CS77
Versão de produção a partir de 1977, com perfil da fuselagem revisado e outras modificações
Speed Astir
Astir equipado com flap para cumprir com os requisitos da FAI 15m Flapped Class, para competições
Astir CS Jeans
Astir com trem de pouso fixo, para cumprir com os requisitos de competição Club Class e fornecer uma experiência "glass-ship" a um baixo custo.
G102 Astir
Designação introduzida pela Grob para a série Astir na década de 1980, com as melhorias sucessivas recebendo o sufixo I,II, III, etc.
G104 Speed Astir
O Speed Astir redesignado.